# NGC 5263
NGC 5263 ist eine 13,4 mag helle Spiralgalaxie vom Hubble-Typ Sc im Sternbild Jagdhunde. Sie ist etwa 218 Millionen Lichtjahre von der Milchstraße entfernt.
Das Objekt wurde am 11. April 1785 von Wilhelm Herschel mit einem 18,7-Zoll-Spiegelteleskop entdeckt, der sie dabei mit „vF, S, much extended nearly in the meridian“ beschrieb.